# Airbus A310
Airbus A310  dvomotorno širokotrupno reaktivno potniško letalo letalskega proizvajalca Airbus. A310 je krajša verzija letala A300, razen dimenzij in kril skoraj identično letalo. Načrtovano je bilo leta 1978 kot drugo Airbusovo letalo.
Airbus A310 je bil razvit zaradi potrebe letalskih družb po majši verziji letala A300, zato so število sedežev zmajšali na 220. Ker je letalo manjše, ima večjo porabo goriva na potnika, zaradi manjše kapacitete pa lahko leti bolj pogosto. Slednje je ustrezalo letalskim družbam, ki so hotele manjše letalo kot A300. Vse različice, razen A310-200, imajo večji doseg kot A300.
Airbusovo načelo, da imajo njegova letala čim bolj podoben kokpit, je omogočilo, da se lahko pilot letala A300 v enem dnevu prešola na A310, kar znatno zmanjša stroške šolanja.
Naročila letal A300/A310 so se zmanjšala ob prihodu Boeinga 767, ki je prvo dvomotorno širokotrupno Boeingovo letalo in odgovor na A300. Kasneje pa še ob prihodu večjega in na novo načrtovanega A330. Zato so leta 1998 proizvodno linijo zaprli.
Letalo je imelo deset nesreč z 825 žrtvami.